# Langwedocja-Roussillon (region winiarski)

Region winiarski Langwedocja-Roussillon i obszar apelacji

Region winiarski Langwedocja-Roussillon (fr. Languedoc-Roussillon) leży w południowej Francji. Choć „Langwedocja” może dotyczyć historycznego regionu we Francji i północnej Katalonii, to od XX wieku, szczególnie w kontekście wina pod tą nazwą kryje się północna część dawnego (do 31 grudnia 2015) francuskiego regionu administracyjnego Langwedocja-Roussillon, który od 1 stycznia 2016 został wcielony w region Oksytanii, rozciągającego się wzdłuż śródziemnomorskiego wybrzeża Francji od granicy z Hiszpanią aż po Prowansję. Winorośl jest uprawiana w regionie na blisko 300 000 hektarach, co daje Langwedocji-Roussillon palmę pierwszeństwa wśród wszystkich regionów winiarskich świata. Miejscowa produkcja wina stanowi jedną trzecią całej produkcji krajowej i przekraczała w 2001 roku całkowitą produkcję w Stanach Zjednoczonych.

## Historia

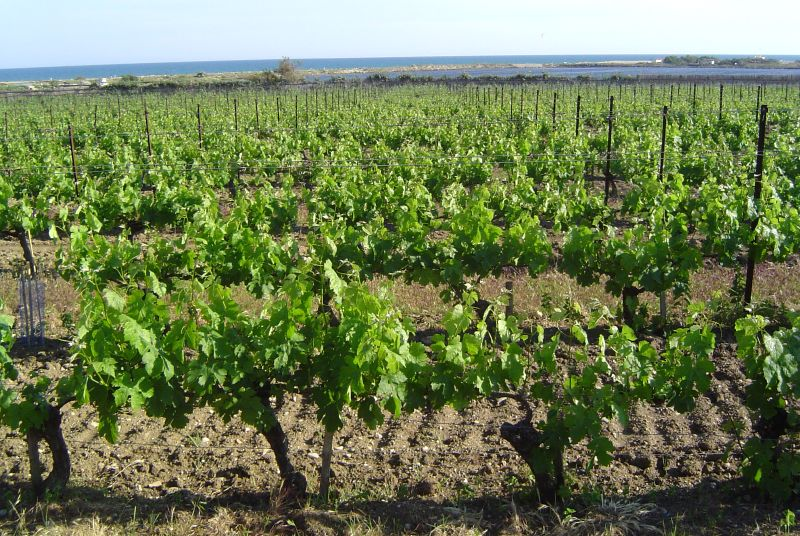
Winnica nad Zatoką Lwią w Villeneuve-lès-Maguelone

Historia win langwedockich sięga pierwszych winnic, które urządzili Grecy w V wieku p.n.e. na wybrzeżu w pobliżu Narbonne. To obok winnic prowansalskich najstarsze nasadzenia krzewów winorośli we Francji. Langwedocja stała się częścią Francji w XIII wieku, a Roussillon, wcześniej własność hiszpańska - od 1659 roku. Oba regiony zespolono administracyjnie pod koniec lat 80. XX wieku.
Od IV wieku poprzez XVIII i do początku XIX wieku wina langwedockie uchodziły za wyrób wysokiej jakości. W XIV wieku w paryskich szpitalach przepisywano wino z okolic Saint-Chinian ze względu na jego „uzdrawiające właściwości”. U progu rewolucji przemysłowej w drugiej połowie XIX wieku wino jakościowe ustąpiło masowemu le gros rouge – taniemu winu czerwonemu dostępnemu dla klasy robotniczej. Winiarze używali plennych szczepów, które uprawiane bez ograniczania zbiorów dawały cienkie wino bez wyrazu, czemu próbowano zaradzić mieszając je z pełniejszym winem z Algierii.
Klęska filoksery w XIX wieku poważnie zaszkodziła langwedockiemu przemysłowi winiarskiemu. Wiele lepszej jakości krzewów Vitis vinifera padło ofiarą szkodnika. Amerykańskie podkładki, odporne na filokserę nie sprawdzały się na wapiennych stokach. Na ich miejscu sadzono hektary gorszej jakości winorośli odmian aramon, alicante bouschet i carignan. Kilka urodzajnych lat z rzędu spowodowało drastyczny spadek cen wina, co doprowadziło do ruiny niektórych producentów i wywołało  bunt producentów wina w 1907 roku.
Langwedocja była odpowiedzialna podczas obydwu wojen światowych za dostawy dziennych racji wina dla francuskich żołnierzy. W 1962 roku Algieria zyskała niepodległość, co ograniczyło dostępność tamtejszego wina do polepszania słabego langwedockiego le gros rouge. W połączeniu z odwrotem francuskich konsumentów od win pośledniej jakości w latach 70. XX wieku doprowadziło to do nadprodukcji wina we Francji, w czym największy udział miała znów Langwedocja. Unia Europejska podejmowała wielokrotnie interwencje mające na celu ograniczenie produkcji. Taki rozwój sytuacji skłonił niektórych winiarzy do starań o polepszenie jakości, ale wywołał także protesty, z których niektóre organizowane przez Comité régional d’action viticole (CRAV) przebiegały z użyciem siły.
Pomimo reputacji masowego producenta i kryzysu ekonomicznego część winiarzy odnosi sukcesy komercyjne dzięki inwestycjom z zewnątrz i skupieniu się na jakości. Sprzedaż wzrosła dzięki winnicom opierającym się na własnych markach, a nie na samych oznaczeniach regionalnych apelacji. Niektórzy producenci skorzystali z utworzonych pod koniec lat 90. XX wieku nowych apelacji. Inni świadomie rezygnują z istniejącego systemu klasyfikacji i wychodzą naprzeciw oczekiwaniom konsumentów z krajów pozaeuropejskich poprzez produkcję win jednoodmianowych.

## Klimat i geografia

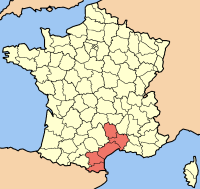
Region Langwedocja-Roussillon

Langwedocja-Roussillon pod względem klimatu i gleb przypomina sąsiednie regiony – południową dolinę Rodanu i Prowansję. Region rozpościera się wzdłuż wybrzeża Morza Śródziemnego na 300 km od apelacji Banyuls na granicy hiszpańskiej i Pirenejów na zachodzie po Rodan i Prowansję na wschodzie. Północną granicą regionu jest skraj Masywu Centralnego, z pasmami gór Sewennów i ich dolinami. Liczne winnice leżą wzdłuż rzeki Hérault.

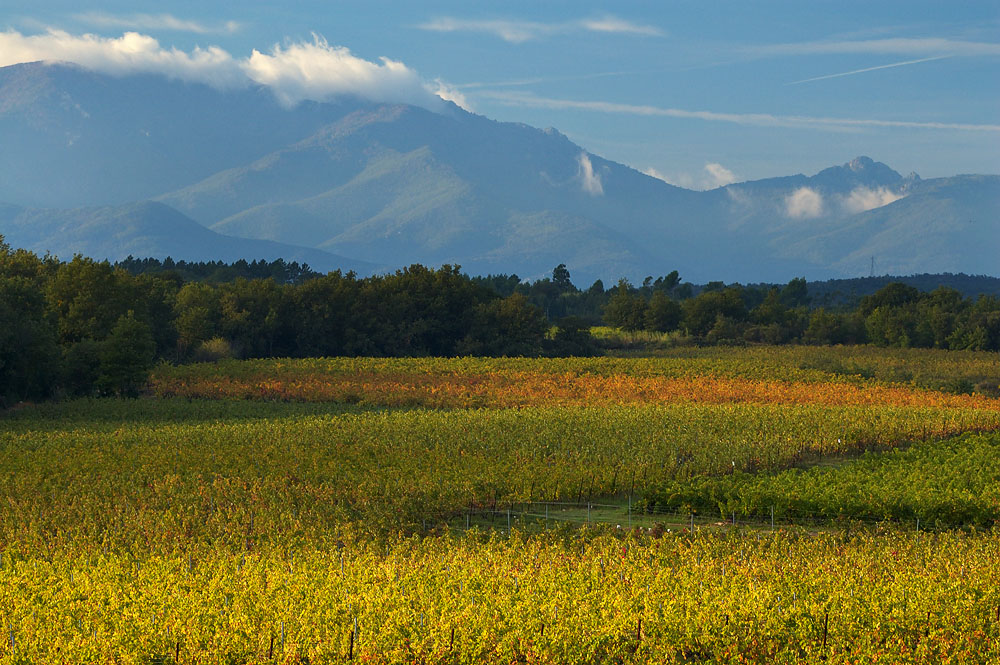
Winnica w pobliżu Forques na tle Pirenejów

Winnice w Langwedocji zajmują przede wszystkim nadmorskie równiny, zaś te w Roussillon wąskie doliny górskie. Najważniejsza część okresu wegetacyjnego (od maja do sierpnia) jest bardzo sucha, a większość rocznych opadów przypada na zimę. Równiny Langwedocji są najsuchszą i najgorętszą częścią Francji. Śródziemnomorski klimat sprzyja uprawie na masową skalę. Średnia roczna temperatura wynosi 14 °C. W głębi lądu wieje północno-zachodni suchy wiatr tramontana. Największym zagrożeniem dla winnic jest susza, zwłaszcza, że francuskie regulacje AOC i prawo Unii Europejskiej zabrania nawadniania upraw. W 2006 roku rząd nieco złagodził te ograniczenia.
W 1999 roku załamania pogody, na które złożyły się grad w maju i ulewne deszcze w listopadzie poważnie zagroziły uprawom w regionie. W niektórych miejscach na terenie apelacji Corbières i Minervois w ciągu 36 godzin spadł deszcz równy wieloletniej średniej.
Gleby regionu są zróżnicowane: od kredy, wapienia i żwiru w głębi lądu po gleby aluwialne na wybrzeżu. Podłoże w niektórych cenionych winnicach przypomina kamieniste gleby w Châteauneuf-du-Pape.

## Apelacje
Najbardziej znane apelacje w Langwedocji to Coteaux du Languedoc AOC, Corbières AOC, Faugères AOC, Minervois AOC i Saint-Chinian. Znakomita większość langwedockich win jest produkowana przez spółdzielnie, których jest ponad 500. System podziału na apelacje podlega zmianom: tworzone są nowe, a regulacje istniejących zmieniane. Jedną z nich jest zmiana w 2007 roku nazwy Coteaux du Languedoc na Languedoc AOC wraz z rozszerzeniem jej obszaru o Roussillon.
W ramach rozległej apelacji Coteaux du Languedoc istnieje kilka rejonów o charakterystycznym dla siebie stylu. Niektóre z nich starają się o samodzielną apelację AOC, a inne mają prawo do dołączania własnej nazwy do wspólnej apelacji Coteaux du Languedoc. Są to Quatourze, La Clape, Montpeyroux, Saint-Saturnin, Picpoul de Pinet, Terrasses du Larzac i Pic St.-Loup.
Wschodnia granica regionu winiarskiego Langwedocja uległa przesunięciu w 2004 roku. Apelacja Costières de Nîmes AOC stała się apelacją rodańską, kiedy to Institut National des Appellations d’origine (INAO), organ regulacyjny przekazał nadzór nad nią do swojej komórki odpowiedzialnej za Dolinę Rodanu. Stało się tak wskutek starań tamtejszych producentów win, tradycyjnie wytwarzanych ze szczepów syrah i grenache w stylu apelacji Côtes du Rhône. Prócz spójności administracyjnej przyczyną tych dążeń mogła być nieco lepsza renoma win rodańskich na rynku. Zmiany tego typu są rzadkie i w wielu publikacjach Costières de Nîmes siłą rozpędu znajduje się na liście win langwedockich.

## Winogrona

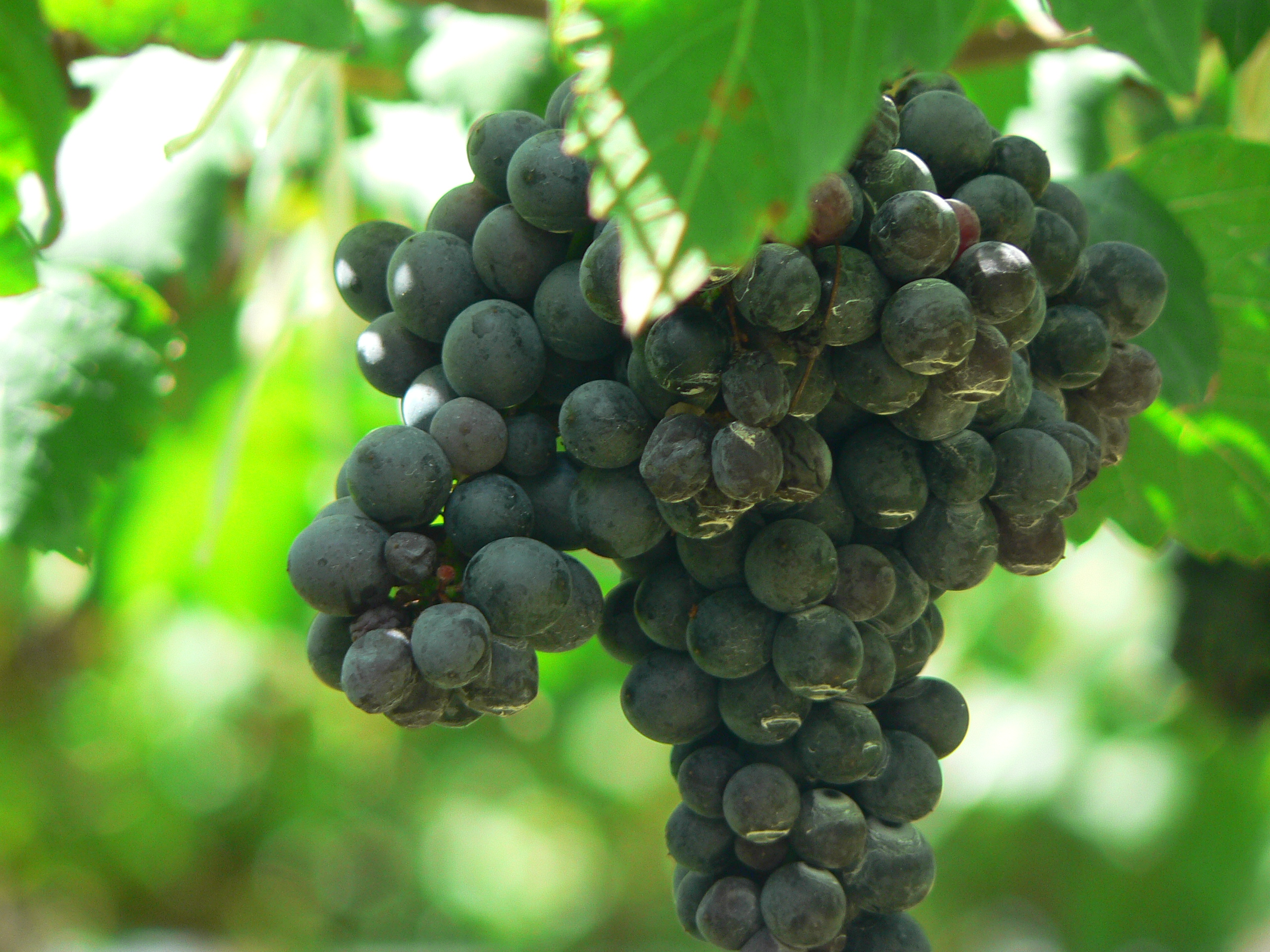
Syrah jest podstawową odmianę w wielu langwedockich czerwonych winach kupażowanych

W Langwedocji-Roussillon uprawia się zarówno międzynarodowe szczepy takie jak merlot, cabernet sauvignon, sauvignon blanc i chardonnay, jak i te pochodzące z doliny Rodanu – mourvèdre, grenache, syrah i viognier.
Podstawową (25% udziału) białą odmianą jest chardonnay, spotykana m.in. w regionalnym winie Vin de Pays d'Oc, jak i musującym crémant de limoux. Inne to m.in. sauvignon blanc, grenache blanc, viognier i mauzac, baza musującego blanquette de limoux. Słodkie wina wzmacniane z apelacji Muscat de Frontignan i Muscat de St-Jean Minervois produkuje się z winogron szczepu muscat blanc à petits grains, znanego także pod nazwą muscat doré de frontignan. W apelacji Muscat de Rivesaltes AOC wina wzmacniane mogą być wytwarzane również z odmiany muscat of alexandria.
Czerwone odmiany winorośli grenache, syrah, carignan, cinsault i mourvèdre dominują w apelacjach Corbières, Faugères, Fitou i Minervois. Ze szczepu cinsault oraz z lledoner pelut, picpoul noir, terret noir i grenache wytwarza się także wina różowe. Również grenache jest podstawową odmianą używaną do produkcji wzmacnianych win banyuls i rivesaltes. Niektóre krzewy winorośli carignan zaliczają się do najstarszych w kraju. Dla złagodzenia garbników w winie winiarze chętnie używają maceracji węglowej.
Wśród innych odmian znajdują się roussanne, marsanne, vermentino (znane też jako rolle), bourboulenc, clairette, grenache blanc, grenache gris, picpoul i macabeo.

## Wina i ich taksonomia

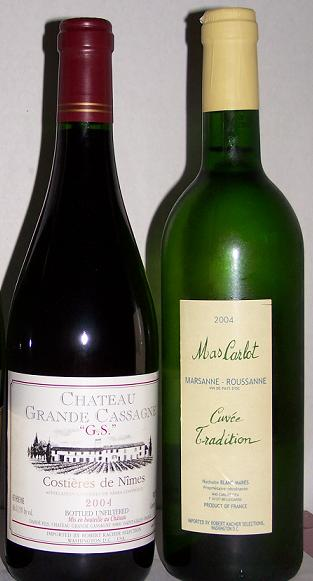
Dwa wina z regionu Langwedocja. Butelka po lewej to podlegające klasyfikacji AOC wino Costières de Nîmes. Po prawej wino regionalne (Vin de pays) z nazwami szczepów użytych do produkcji

Wina z Langwedocji mogą być oznaczane w różnoraki sposób, począwszy od dość ogólnych określeń regionalnych jak np. Vin de Pays d'Oc po dokładne określenia geograficzne zdradzające możliwy wachlarz użytych odmian winogron, jak np. Corbières albo Minervois. Od lat 90. XX wieku instytut INAO tworzy mniejsze apelacje AOC dla podregionów o bardziej jednolitym mikroklimacie i glebie niż cały region. Wśród nich są m.in. apelacja Cabardès i podapelacje w ramach już istniejących, np. Minervois la Livinière AOC, Corbières-Boutenac AOC i St-Chinian-Berlou AOC. Producenci z nowych apelacji nieustannie podnoszą jakość swoich produktów i takie wyróżnienie polepsza ich pozycję rynkową. Krytycy zmian zarzucają nadmierną komplikację już i tak niełatwego systemu.
Większość wina produkowanego w Langwedocji to zwykłe wino stołowe (vin de table, vin ordinaire). Uwagę zwraca wolumen produkcji vins doux naturels, win naturalnie słodkich.

### Wina regionalne (vins de pays)
Wprowadzenie win regionalnych kategorii vin de pays, np. Vin de pays d'Oc, Vin de pays d’Aude, Vin de pays de l’Hérault, Vin de Pays du Gard, z dużo mniej restrykcyjnymi przepisami niż te oznaczane jako AOC pozwoliło producentom na czytelne etykietowanie win jednoodmianowych oraz tych z tzw. odmian międzynarodowych, do których zaliczają się m.in. cabernet sauvignon, merlot, syrah i chardonnay.

### Wina naturalnie słodkie (Vins Doux Naturels)
Wina naturalnie słodkie to wina wzmacniane brandy albo spirytusem winnym w celu zatrzymania fermentacji jeszcze przed przetworzeniem wszystek naturalnie znajdującego się w moszczu cukru w alkohol. Większość langwedockich słodkich win białych jest produkowana z winogron odmiany muscat. Czerwone wina z Banyuls, o mocy 16-17% i zawartości cukru 8-12% wytwarza się ze szczepu grenache z dopuszczalnym niewielkim udziałem innych odmian.
Winiarze z Banyuls na różne sposoby uwydatniają kolor wina. Niektórzy stosują metodę solera, polegającą na przelewaniu wina między beczkami o różnej wielkości trzymanymi na słońcu. Inna metoda polega na wystawieniu wina na działanie promieni słonecznych w dużych szklanych pojemnikach. Tak wyrabiane wina oprócz bladego koloru cechują się odurzającym, orzechowym, nieco kojarzącym się z jełczeniem smakiem określanym mianem rancio. Wina produkowane w winnicach wyróżnionych predykatem grand cru muszą być starzone w drewnianych beczkach przez przynajmniej dwa i pół roku.

### Crémant de Limoux

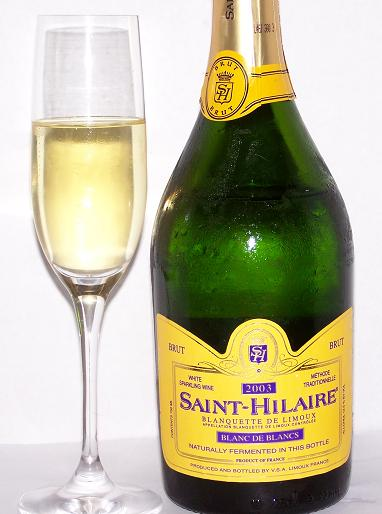
Blanquette de Limoux

Wino musujące – crémant - jest produkowane w Langwedocji w okolicach miasta Limoux metodą szampańską, oficjalnie nazywaną metodą tradycyjną (méthode traditionnelle) wraz z drugą fermentacją w butelce, podczas której dwutlenek węgla produkowany przez drożdże rozpuszcza się w winie. Na typowe wino crémant de limoux składają się szczepy chenin blanc, chardonnay i do 20% szczepu mauzac. Uregulowania prawne apelacji wymagają, by wino przez rok dojrzewało na osadzie drożdżowym. Istnieje też wariant produkowany innym sposobem, méthode rurale (metodą wiejską), Blanquette de Limoux Méthode Ancestrale, produkowany niemal wyłącznie z winogron mauzac, dojrzewający na osadzie około dziewięciu miesięcy, przy czym dokładna data zależy od faz Księżyca.